# 夏格仓·朗加多吉
夏格仓·朗加多吉（藏語：བྱ་རྒོད་ཚང་རྣམ་རྒྱལ་རྡོ་རྗེ，威利转写：bya rgod tshang rnam rgyal rdo rje，THL：Chagotsang Namgyel Dorje；？—？）藏族，四川德格人，四水六岗卫教志愿军副司令。

## 生平
1957年4月21日，四川省康区暴动武装首领之一恩珠仓·贡布扎西在拉萨召开从康区（四川省、云南省藏区）、安多（青海省藏区）各地逃来的人士，筹组“四水六岗”（藏语“曲细岗珠”）。西藏噶厦噶伦柳霞·土登塔巴、夏苏·居美多吉到场支持。5月20日，“四水六岗”宣布成立，并决定向达赖献“金宝座”以便通过募捐筹措资金。“四水六岗”是由从四川省康区逃到拉萨的恩珠仓·贡布扎西、夏格仓·朗加多吉、甲马仓·桑培等人与拉萨的“公民会议”人士共同成立。
1958年春，甘肃、青海藏区也发生暴动。四川藏区的暴动仍在扩大。中国人民解放军对这些地区进行镇压，暴动武装纷纷失败，逃到西藏拉萨地区的便有5000多人。其中，从康区逃来的暴动武装为主力，主要分为四大派。一是夏格仓·朗加多吉领导的四川德格、邓柯地区的暴动分子。二是恩珠仓·贡布扎西领导的四川理塘、乡城地区的暴动分子。三是芒左桑松系统，其主要成员为昌都地区南部的宁静、左贡、桑昂曲宗（察隅）、四川义敦县的暴动分子。四是直乌康巴系统，其主要成员为甘孜大金寺的吉索、甘孜县县长贡噶江村领导的四川甘孜、道孚、炉霍等地的暴动分子。此外，还有来自甘肃、青海的暴动武装。他们由“四水六岗”统一指挥。
1958年6月15日，恩珠仓·贡布扎西带着空投前来的两位藏籍美国特工及拉萨附近的部分武装，离开拉萨赴山南地区哲古宗（今属措美县），与从四川省康区经印度、锡金从西藏亚东进入西藏境内的一批人员会合，成立武装“根据地”。1958年6月24日，恩珠仓·贡布扎西召开由27股武装的首领参加的会议，成立“四水六岗卫教志愿军”（以下简称“卫教军”），作为“四水六岗”指挥的武装部队，人数3000人。“卫教军”由恩珠仓·贡布扎西任司令，甲马仓·桑培、夏格仓·朗加多吉、桑都仓·洛年扎等人任副司令，其中甲马仓·桑培为第一副司令，夏格仓·朗加多吉为第二副總司令。
1959年4月，中国人民解放军发动山南战役，进攻山南地区的四水六岗卫教志愿军。山南地区四水六岗卫教志愿军主力8000多人在中国人民解放军部队未全部到达前，由首领朗色林·班觉晋美、恩珠仓·贡布扎西、夏格仓·朗加多吉等率领，先后越过“麦克马洪线”以及中国与不丹的边界，撤往印度占领下的“麦克马洪线”以南地区及不丹境内，后转往印度。
1960年以后，在美国中央情报局及印度的支持和资助下，经流亡政府高层领导嘉乐顿珠等人具体组织，由原四水六岗卫教志愿军领导人恩珠仓·贡布扎西、夏格仓·朗加多吉等人从逃到印度的武装中挑选出3200多名青壮年，经军事训练，重新打出“四水六岗卫教志愿军”旗帜，分批自印度潜入靠近中国西藏边境地区的尼泊尔木斯塘地区和瓦隆冲古拉地区，对中国方面不断进行袭扰。后来随着1964年起中国方面发动“反叛匪回窜斗争”，以及數年後1972年的中美关系解冻后，美国中央情报局決定停止資助四水六岗卫教志愿军脱钩，最终於1974年遭尼泊尔政府派兵繳械並解散。